# گیاه‌پارچ ماراد
گیاه‌پارچ ماراد (نام علمی: Nepenthes murudensis)، یک گونه از سرده گیاه‌پارچ‌ها و بومی کوه ماراد در بورنئو است.